# Piña de Campos
Piña de Campos település Spanyolországban, Palencia tartományban. Piña de Campos Frómista, Támara de Campos, Amusco, Amayuelas de Arriba és Población de Campos községekkel határos. Lakosainak száma 193 fő (2024).

## Népesség
A település népessége az elmúlt években az alábbi módon változott:
| Lakosok száma | 288  | 279  | 249  | 259  | 257  | 239  | 230  | 217  | 199  | 193  |
|               | 2001 | 2004 | 2007 | 2009 | 2012 | 2014 | 2017 | 2019 | 2022 | 2024 |